# Колга-Аабла
Ко́лга-А́абла, также Ко́льга-А́бла (эст. Kolga-Aabla) — прибрежная деревня на севере Эстонии в волости Куусалу, уезд Харьюмаа.

## География и описание
Деревня расположена в национальном парке Лахемаа на полуострове Юминда на западном побережье залива Кольга-Лахт.
Климат умеренный. Официальный язык — эстонский. Почтовый индекс — 74717. Высота над уровнем моря — 17 метров.

## Население
По данным переписи населения 2021 года, в Колга-Аабла проживали 94 человека, из них 91 (96,8 %) — эстонцы.
По данным переписи населения 2011 года, численность жителей деревни составила 94 человека, из них 93 (98,9 %) — эстонцы.
Численность населения деревни Колга-Аабла по данным переписей населения:
| Год  | 1959 | 1970  | 2000 | 2011 | 2021 |
| ---- | ---- | ----- | ---- | ---- | ---- |
| Чел. | 97   | ↗ 120 | ↘102 | ↘ 94 | → 94 |

## История
В 1977—1997 годах деревня Колга-Аабла была официально объединена с деревней Кийу-Аабла под названием Аабла.
В 2012 году в Колга-Аабла обанкротился рыбный цех, дававший работу местным жителям.

## Галерея

Деревня Колга-Аабла
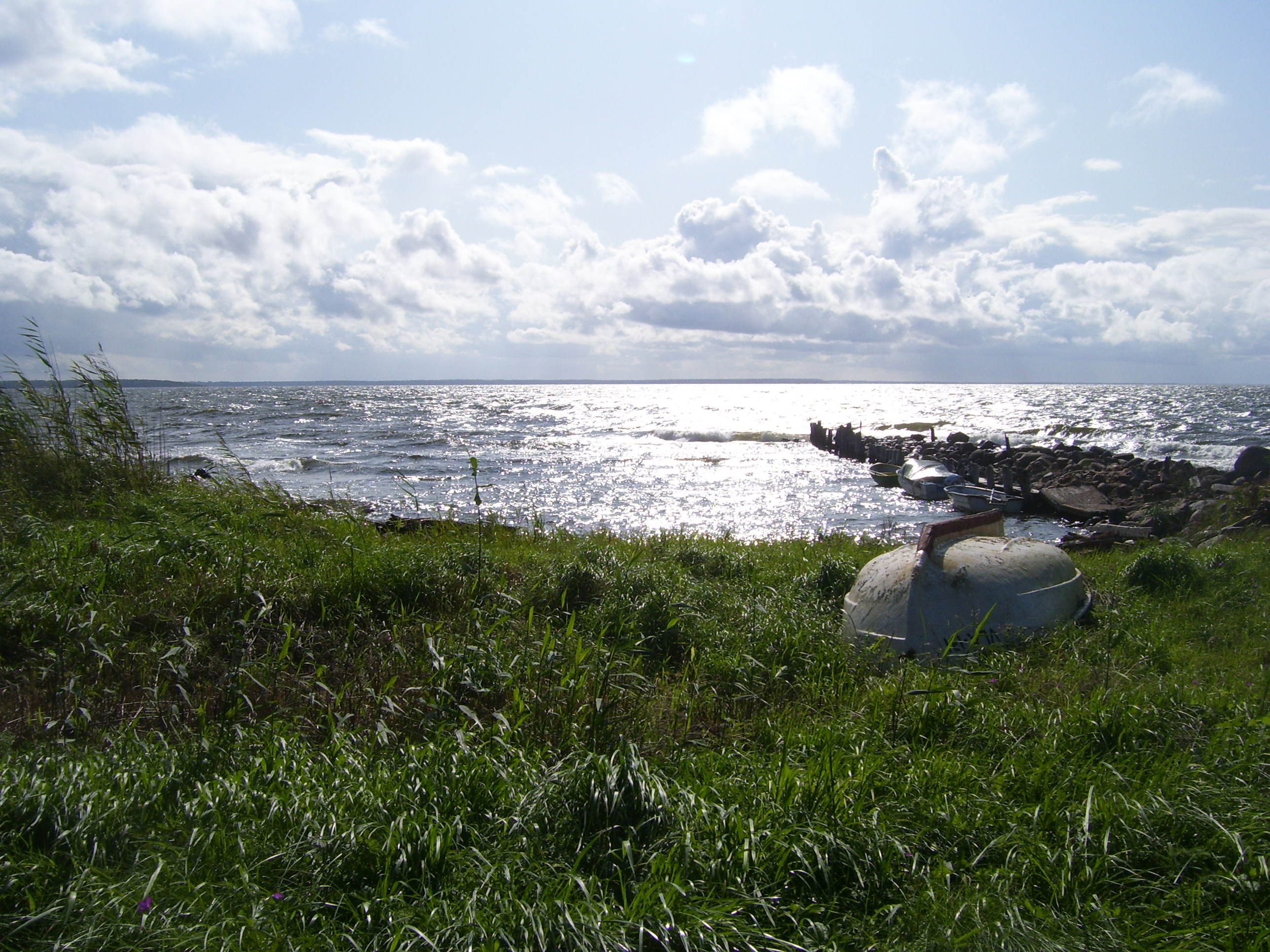
Старая гавань
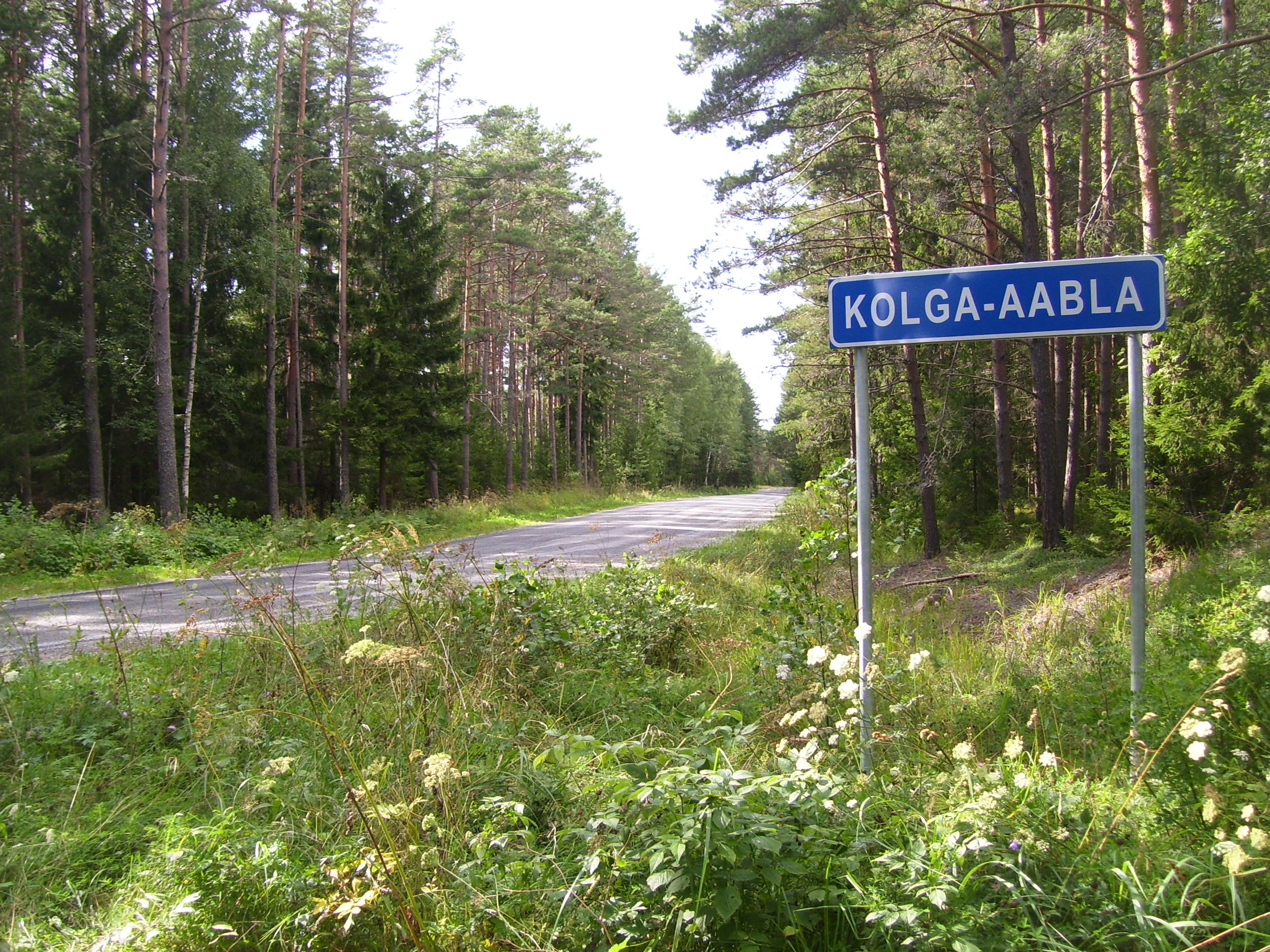
Граница деревни со стороны Педаспеа
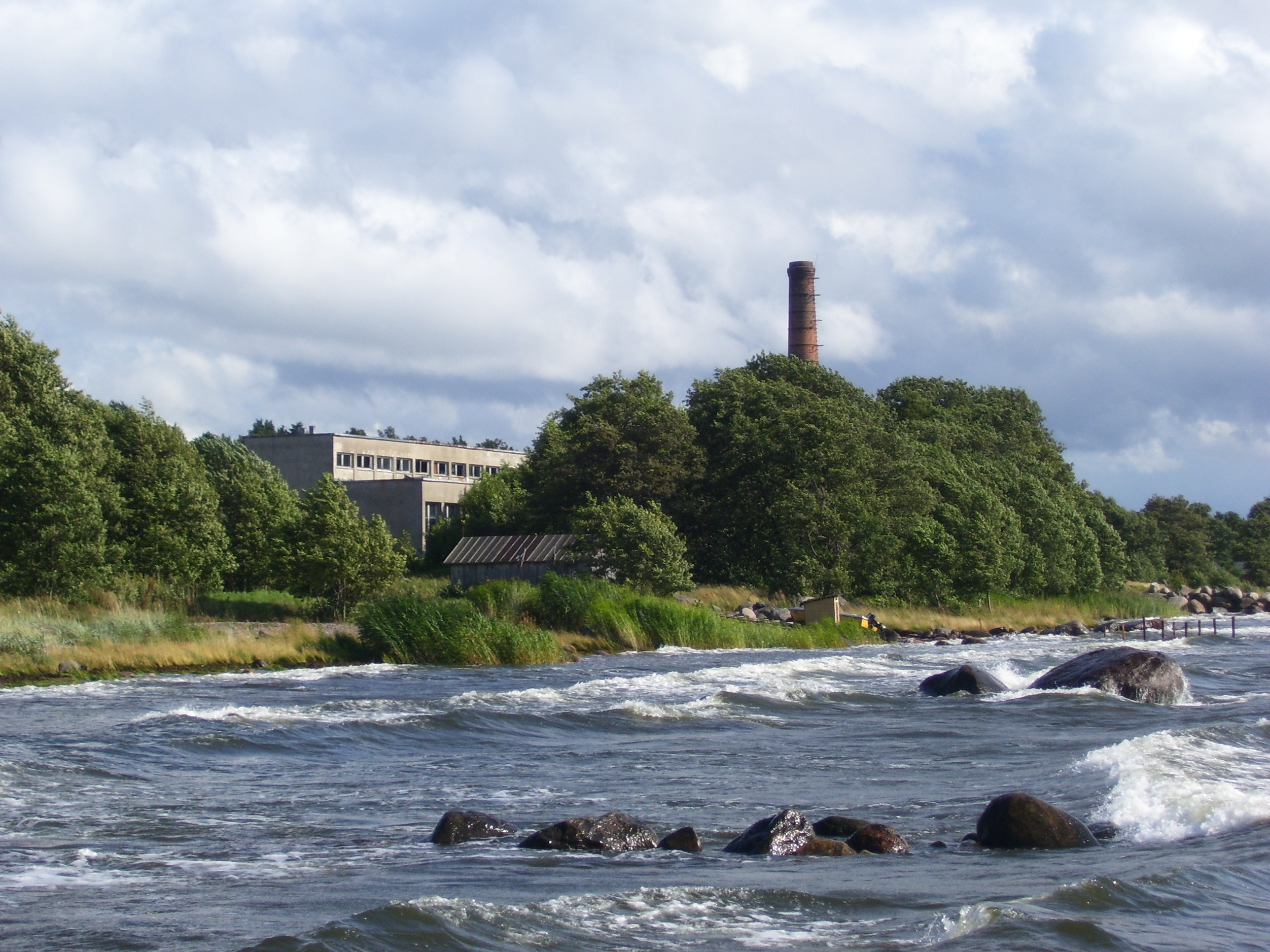
Бывший рыбный цех
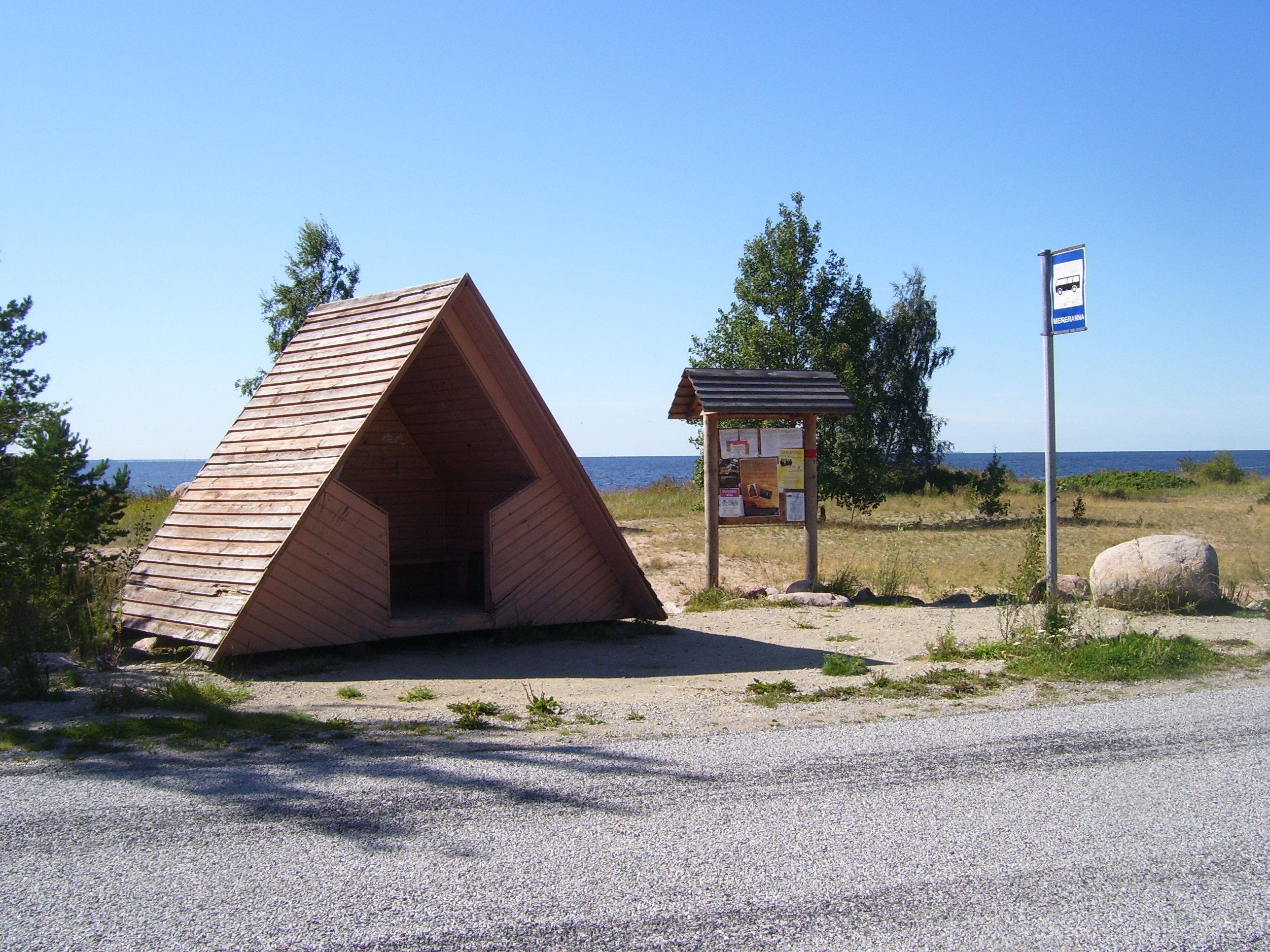
Автобусная остановка «Мереранна»
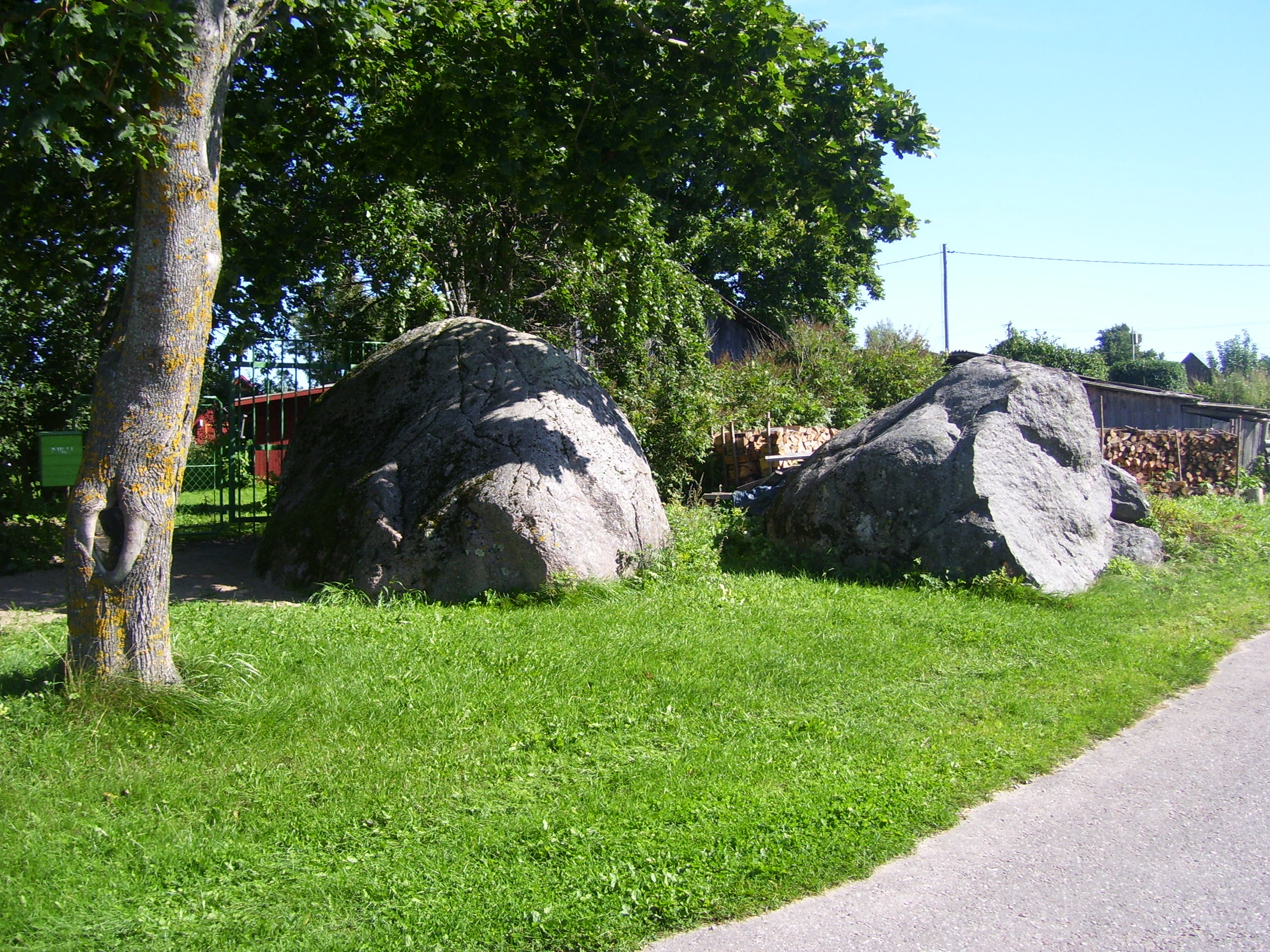
Эрратические валуны

## Комментарии
1. ↑  Эстонские топонимы, оканчивающиеся на -а, не склоняются и не имеют женского рода (исключение — Нарва)[9].